# Simulium rubroflavifemur
Simulium rubroflavifemur är en tvåvingeart som beskrevs av Rubtsov 1940. Simulium rubroflavifemur ingår i släktet Simulium och familjen knott. Inga underarter finns listade i Catalogue of Life.